# Parti socialiste unifié (France)
Pour les articles homonymes, voir Parti socialiste unifié et PSU.
Le Parti socialiste unifié (PSU) est un ancien parti politique français fondé le 3 avril 1960. Représentant à sa fondation ce que l'on nomme alors la deuxième gauche, qui se situait politiquement entre la Section française de l'Internationale ouvrière (SFIO), d'inspiration socialiste, et le Parti communiste français (PCF), le PSU était proche politiquement du Centre d'études, de recherches et d'éducation socialiste (CERES), fondé en 1966 et représentant l'aile gauche du Parti socialiste (PS) dans les années 1970, tout en accueillant diverses minorités d'obédience trotskiste ou post-maoïste.
Après plusieurs scissions et tentatives d'union peu fructueuses avec d'autres petites forces de la gauche alternative, le PSU s'auto-dissout en novembre 1989.

## Origines
Le PSU naît le 3 avril 1960 d'un double mouvement d'opposition : opposition à la guerre d'Algérie et refus du soutien de la SFIO au « coup d'État » gaulliste de 1958, ce qui avait conduit à la constitution du cartel de l'Union des forces démocratiques rassemblant en particulier le Parti socialiste autonome (PSA) et l'Union de la gauche socialiste, les deux composantes principales du futur PSU.
Présidé par Laurent Schwartz, le Congrès de 1960 entérine la fusion de trois formations politiques :
- Le Parti socialiste autonome (PSA, dissidence de la SFIO en 1958), auquel appartiennent des leaders socialistes « historiques » tels que Daniel Mayer, ancien secrétaire général de la SFIO à la Libération, Édouard Depreux, ancien ministre de l'Intérieur en 1946-1947, ou encore l'ancien président radical du Conseil, Pierre Mendès France ;
- L'Union de la gauche socialiste (UGS), issue de la fusion en 1957 de la Nouvelle Gauche, du Mouvement de libération du peuple (MLP) et de la Jeune République (JR) ; parmi ces membres, l'ancien trotskiste Yvan Craipeau, qui devient président de la Fédération des Alpes-Maritimes du PSU, Jean Arthuys, ancien responsable du Centre d'action des gauches indépendantes et de la Nouvelle Gauche, ou Pierre Naville, principal dirigeant trotskiste pendant l'entre-deux-guerres aux côtés de Raymond Molinier ;
- La Tribune du communisme était un journal français créé en 1952 par des militants communistes dissidents du Parti communiste français (PCF). Le journal a été publié jusqu'en 1969. C'est un groupe dissident du PCF formé autour du journal éponyme et dirigé par Jean Poperen, auquel participent également François Furet, futur historien de la Révolution et critique du communisme, et Serge Mallet.

Par la suite, le PSU s'est largement appuyé sur la déconfessionnalisation et la scission majoritaire de la Confédération française des travailleurs chrétiens (CFTC), qui devient la Confédération française démocratique du travail (CFDT) en 1964. Dans les années 1970, à la suite du mouvement de mai 68, il défend politiquement de nombreuses causes portées par le mouvement social et d'émancipation, notamment l'expérience autogestionnaire en soutenant très activement les travailleurs de l'usine Lip de Besançon, devenue emblématique de la lutte sociale et l'objet d'un fort mouvement de solidarité dans toute la France.
Parmi de nombreuses personnalités, le PSU a notamment comme premier secrétaire Édouard Depreux de 1960 à 1967, puis Michel Rocard de 1967 à 1973.

### Un pari: se positionner entre la SFIO et le PCF
Ce parti tente tout d'abord d'occuper l'espace politique entre la SFIO et le PCF, se prononçant dès sa création pour une VIe République.
Il est composé majoritairement de socialistes anti-colonialistes, qu'ils soient « révolutionnaires » ou « réformistes », partisans de l'Union de la gauche. Il comprend également d'anciens pivertistes, dont certains avaient milité au Parti socialiste ouvrier et paysan (PSOP) sous le Front populaire (1936-1938) (Colette Audry, etc.). Les trotskistes Marcel Bleibtreu et Michel Lequenne obtiennent un droit de tendance au sein du parti, continuant la publication de la Tribune du marxisme avec Edgar Morin, futur penseur de la « complexité ».
Enfin, la tendance mendésiste, qui représente un bloc cohérent et réformiste, s'oppose au dogme marxiste de la lutte des classes et refuse l'appropriation collective des moyens de production, prônant un équilibre entre les secteurs privé et public : dès le départ, le PSU apparaît comme regroupant des tendances très diverses, voire antagonistes, qui ne se rejoignent finalement que dans l'anti-gaullisme et l'anti-stalinisme. L'adhésion de Pierre Mendès France au PSA avait même suspendu les négociations de fusion entre l'UGS et le PSA, ceux-là (ainsi qu'une partie de ceux-ci) estimant que les mendésistes du Centre d'action démocratique étaient plus libéraux que réellement socialistes.
Au fil des crises que traverse le PSU, celui-ci voit le départ de nombre de ses fondateurs : Pierre Bérégovoy, Charles Hernu, Alain Savary, Robert Verdier. Le PSU, qui comprend dès son origine des minorités se réclamant du marxisme révolutionnaire, du luxemburgisme ou du trotskisme, évolue en se radicalisant, surtout après mai 1968, pour devenir un parti contestataire et autogestionnaire se situant essentiellement hors du champ parlementaire.

### Composition des instances dirigeantes (1960-1990)
- après le Congrès d'unification (1960)

Le bureau national constitué en avril 1960 respecte la parité des fondateurs :
- 5 anciens PSA : Édouard Depreux, le secrétaire général, Charles Hernu, Maurice Klein, trésorier national, Alain Savary, Robert Verdier[6]
- 5 anciens UGS : Jean Arthuys, Claude Bourdet, Henri Longeot, Gilles Martinet, Jean Verlhac[7]
- 1 ancien « Tribune du communisme » : Jean Poperen.

Au comité politique national :

Parmi les 55 membres du comité politique national, constitué selon la même parité affichée, figurent 25 anciens du Parti socialiste autonome, 25 anciens de l'UGS et 5 sympathisants de Tribune du communisme. Le parcours politique de ces hommes – seule une femme siège dans cette instance, Mireille Osmin, issue de la SFIO et du PSA – est très divers. Ainsi cet organisme aurait compté six trotskistes : Jean Rous (« droitier »), Robert Chéramy (lambertiste), tous deux venant du PSA ; Roland Filiâtre, Yvan Craipeau, et Pierre Naville, l'un des principaux dirigeants trotskistes avant-guerre (« droitiers »). Yves Dechezelles, ancien no 2 de la SFIO, était considéré comme proche de ce courant sans avoir jamais appartenu à aucune organisation trotskiste.
On relève toutefois un nombre important d'anciens députés de la SFIO, dont la sécession du groupe parlementaire est à la source du PSA/PSU : Édouard Depreux lui-même, Alain Savary et Robert Verdier, Daniel Mayer, Guy Desson, François Tanguy-Prigent, André Philip, Charles Lussy, Jean Binot, Raymond Badiou (père du philosophe Alain Badiou qui appartint lui-même un temps au PSU) et André Hauriou (fils du doyen Maurice Hauriou, et alors vice-président de la Ligue des droits de l'homme).
Charles Hernu, est issu pour sa part, de l'UDSR.
Sont membres de ce Conseil National deux avocats, issus de l'UGS, fortement impliqués dans la défense des militants anticolonialistes, français ou algériens, alors que la guerre d'Algérie est une des préoccupations majeures des français, Yves Dechézelles et Pierre Stibbe.
Jean Arthuys est responsable du service d'ordre.
- Congrès de Clichy (mars 1961)

Le Comité politique national compte :
- 46 membres représentant la motion majoritaire, menée par Edouard Depreux. Parmi eux, on trouve l'ancienne équipe du PSA (Alain Savary, Robert Verdier, Daniel Mayer, François Tanguy-Prigent...), Jean Poperen et ses proches, les représentants de l'aile chrétienne de l'UGS (Henri Longeot, Georges Tamburini), les anciens trotskistes Stibbe et Craipeau, mais aussi l'historien François Furet et l'unique femme du CPN, Mireille Osmin.
- 9 membres représentant la motion minoritaire, soutenue par les proches de Pierre Mendès France, et notamment Pierre Bérégovoy, André Philip, Charles Hernu et Pierre Dreyfus-Schmidt.

- Congrès d'Alfortville (mars 1963)

Le congrès débouche sur un Comité politique national sans majorité. Les motions représentées, sont :
- La motion B, qui compte 26 élus. C'est la motion portée par Edouard Depreux, sur laquelle on trouve notamment Serge Mallet (qui est un des théoriciens de la « deuxième gauche »), Gilles Martinet et Pierre Naville.
- La motion C, qui compte 18 élus. C'est celle de Jean Poperen, Claude Bourdet et François Tanguy-Prigent.
- La motion A, qui compte 6 élus, dont Pierre Bérégovoy, Jean Binot et Robert Verdier
- La motion E, qui a elle aussi 6 élus, et dont le principal animateur est Marcel Bleibtreu.

Il faut attendre un mois pour que le parti se dote d'une direction exécutive. C'est un secrétariat pluraliste de quatre membres, dont deux issues de la motion B (Edouard Depreux, secrétaire national, et Jean Verlhac) et deux de la motion C (Jean Poperen et Roland Florian).
Ce secrétariat est assisté des responsables des commissions nationales, soit quatre membres de la motion B (Marc Heurgon, Marcel Debarge, Henri Longeot, Jean Arthuys), 2 de la motion C (Manuel Bridier et Claude Bourdet), et deux de la motion A (Maurice Klein, trésorier, et Robert Verdier, responsable du journal Tribune socialiste). La motion E n'est représentée que par deux responsables adjoints de commission (Marcel Pennetier, adjoint de Debarge, et Bleibtreu, adjoint d'Arthuys).
- Congrès de la Grange-aux-belles (Paris, novembre 1963)

Ce congrès est anticipé par rapport au calendrier statutaire. Il permet de doter le parti d'une majorité. Le CPN est ainsi constitué de :
- 30 représentants de la majorité, rassemblés autour d'Edouard Depreux, auquel s'est rallié l'ancienne motion A (mendésistes), et notamment Pierre Bérégovoy
- 25 représentants de la minorité, menée par Jean Poperen, à laquelle appartiennent, outre les responsables de la motion C d'Alfortville, Marcel Bleibtreu, Marcel Pennetier et Michel Lequenne.

Un bureau national homogène de 9 membres est désigné. Il comprend Edouard Depreux, secrétaire national, Jean Arthuys, trésorier, Pierre Bérégovoy, Marcel Debarge, Marc Heurgon, Henri Longeot, Harris Puisais, Jacques Raynaud et Jean Verlhac.
En mai 1964, 5 nouveaux membres sont cooptés par le CPN, tous issus de la tendance majoritaire, parmi lesquels Serge Mallet, Gilles Martinet et Pierre Naville.
- Congrès de Gennevilliers (juin 1965)

Le congrès est marqué par l'entrée dans les instances dirigeantes de Michel Rocard sous le pseudonyme de Georges Servet.
Un secrétariat de sept membres est désigné. Derrière Edouard Depreux, secrétaire national, on trouve Gilles Martinet, secrétaire national adjoint, Jean Arthuys, trésorier, Pierre Bérégovoy, Marc Heurgon, Harris Puisais et Georges Servet (Michel Rocard).
Le bureau national, pluraliste, compte 15 membres, soit, en plus du secrétariat national, Claude Bourdet, Richard Dartigues, Guy Desson, Henri Longeot, Michel Lucas, Serge Mallet, Jean Poperen et Georges Servet.
On trouve par ailleurs au Comité politique national Georges Gontcharoff, Jacques Kergoat, Marcel Pennetier, Pierre Stibbe, François Tanguy-Prigent, Jean Verlhac, Lucien Weitz...
- Congrès de Paris (Maison des métallos, juin 1967)

Le cinquième congrès traduit un bouleversement à la tête du parti. Michel Rocard succède à Édouard Depreux comme secrétaire national, tandis que le Bureau national est profondément renouvelé. Depuis le dernier congrès, plusieurs départs de personnalités de premier plan ont été enregistrés : Alain Savary, qui a créé avec ses proches, mais aussi un groupe de mendésistes autour de Pierre Bérégovoy, l'Union des clubs pour le renouveau de la gauche, puis Jean Poperen et les siens, qui créent l'Union des groupes et clubs socialistes.
Le nouveau bureau national, fusionné avec le secrétariat, compte 17 membres, dont seulement trois appartiennent au bureau sortant : Michel Rocard, secrétaire national, Jean Arthuys et Marc Heurgon. Tous les autres sont des nouveaux venus : André Barthélémy, Manuel Bridier, Gérard Carles, Robert Chapuis, Claude Dubois, Michel Fontes, Daniel Frachon (trésorier), Georges Gontcharoff, Christian Guerche (directeur de Tribune Socialiste), Jacques Malterre, Pierre Marchi, Jean-François Pertus, Pierre Ringuet et Jean-Marie Vincent.
Le comité politique national est composé de :
- 47 membres de la tendance majoritaire, menée par Michel Rocard, parmi lesquels on trouve Henri Leclerc, Pierre Naville, Rodolphe Prager, Jean Verlhac et David Weil.
- 21 membres de la tendance « Le parti devant la perspective de la gauche unie », favorable à la participation du PSU à la Fédération de la gauche démocrate et socialiste, où on trouve surtout des « anciens » de l'UGS ou du PSA, comme André Garnier[11] ou Jean-François Kesler. Beaucoup d'entre eux quittent le PSU dans les mois qui suivent le congrès.

- Congrès de Dijon (mars 1969)

À partir de ce congrès, l'architecture de la direction nationale évolue.
Un bureau national de 11 membres est élu. Il comprend Michel Rocard, secrétaire national, Daniel Frachon, trésorier, Jean Arthuys, Manuel Bridier, Robert Chapuis, Claude Dubois, Georges Gontcharoff, Jacques Kergoat, Henri Leclerc, Jacques Malterre et Jean-Marie Vincent.
Le CPN est remplacé par une Direction politique nationale, composée de 39 membres. Parmi ceux-ci, outre les membres du bureau, on peut citer : André Barjonet, François Borella, Yvan Craipeau, Serge Mallet, Gustave Massiah, Michel Mousel et Pierre Naville.
- Congrès de Lille (juin 1971)

Michel Rocard est réélu secrétaire national à la tête d'un bureau national de 9 membres, dont Daniel Frachon, Trésorier, Robert Chapuis, Christian Guerche, Bernard Jaumont, François Moreau, Jacques Pietri (qui quitte le parti en septembre 1972 pour rejoindre le PS), Basile Volokhine et Bernard Lambert.
La Direction politique nationale est composée d'élus appartenant à 4 tendances différentes :
- 33 de la tendance menée par Michel Rocard, parmi lesquels, outre les membres du bureau, Jean Le Garrec, Pierre Brana et Jean Verlhac
- 12 de la tendance du « mouvement politique de masse », située à la gauche du parti et menée par Jean-Claude Gillet, Marc Heurgon (qui n'est pas élu à la DPN), Henri Leclerc et André Barjonet
- 9 de la tendance d'inspiration marxiste et léniniste, menée par Philippe Simon, parmi lesquels on trouve Yvan Craipeau et Jacques Kergoat
- 7 de la tendance « gauche révolutionnaire », dont Guy Caro

À ces 61 membres s'ajoutent huit membres désignés par la commission du secteur agricole, parmi lesquels Serge Mallet.
- Congrès de Toulouse (décembre 1972)

Si Michel Rocard est réélu secrétaire national, le bureau national est encore largement renouvelé. Conservent leur mandat Robert Chapuis, secrétaire national adjoint, Christian Guerche, Bernard Jaumont et Basile Volokhine, tandis qu'entre au bureau 12 nouveaux membres : Jean Le Garrec, trésorier, André Barjonet, Pierre Bourguignon, Georges Constantin, Pascal Dorival, Gérard Féran, responsable de Tribune Socialiste, Jean Lafrache, Daniel Lenegre, Alain Rannou, Henri Saigre, François Soulage et, pour la première fois, une femme, Irène Charamande, chargée justement du secteur « femmes ». Bernard Ravenel, chargé du secteur « éducation » est associé au bureau national.
En novembre 1973, Robert Chapuis succède à Michel Rocard comme secrétaire national.
Au sein de la Direction politique nationale, on trouve : Yvan Craipeau, Claude Boutet, Michel Destot, Pierre Brana, Tony Dreyfus, Jean-Pierre Madec, Serge Mallet, Jean-Pierre Mignard, Michel Mousel, Jean-Claude Petitdemange, Bernard Langlois, Alain Richard, Jean Verlhac...
- Congrès d'Amiens (décembre 1974)

Le congrès se tient peu de temps après le départ d'une bonne partie de la direction nationale du parti, derrière Michel Rocard, pour rejoindre le Parti socialiste.
Les instances nationales dont donc largement renouvelée.
Un bureau national de 20 membres est élu. On n'y retrouve que trois membres sortants, André Barjonet, Christian Guerche et Bernard Ravenel, tous les autres étant des nouveaux : Huguette Bouchardeau, Jean-Claude Chamblain, François Desmoulins, Serge Depaquit, Pascal Gollet, Maguy Guillien, Victor Leduc, Hervé Letocqmin, Michel Mousel, Geneviève Petiot, Gilbert Pallier, Charles Piaget, Pierre Régnier, René Schulbaum, Alain Tlemcen, François Turquan et Lucien Varague.
Un secrétariat national de cinq membres (Barjonet, Gollet, Leduc, Mousel et Piaget) est élu.
Les membres de la Direction politique nationale se voient tous confier le suivi ou la responsabilité d'un secteur ou d'un type de dossier. Parmi ceux-ci, on trouve Jean Arthuys, Claude Bourdet, Yvan Craipeau...
- Congrès de Strasbourg (janvier 1977)

Le secrétariat national sortant est reconduit, à l'exception d'André Barjonet, remplacé par Geneviève Petiot.
Le bureau national compte 21 membres, dont 15 sortants : Huguette Bouchardeau, Christian Guerche, Bernard Ravenel, Jean-Claude Chamblain, Serge Depaquit, François Desmoulins, Pascal Gollet, Victor Leduc, Michel Mousel, Geneviève Petiot, Gilbert Pallier, Charles Piaget, Pierre Régnier, René Schulbaum et Lucien Varague. Entrent donc Gérard Akoun, Christian Berger, François Dalbert, Gilbert Hercet et Bernard Lechelon.
Au sein de la direction politique nationale, on trouve encore Claude Bourdet, Yvan Craipeau, Michel Fiant...
- Congrès de Saint-Étienne (janvier 1979)
La Direction politique nationale est composée en fonction du vote sur les deux textes généraux, mais aussi sur l'amendement au texte « majoritaire » présenté par les fédérations de l'Essonne et des Hauts-de-Seine, ainsi que de militants parisiens. Elle est composée de
- 36 représentants du courant « majoritaire » mené par Huguette Bouchardeau, parmi lesquels Serge Depaquit, Léon Goldberg, Pascal Gollet, Victor Leduc, Michel Mousel, Geneviève Petiot, Bernard Ravenel
- 20 représentants de la « sensibilité » Hauts-de-Seine/Essonne, dont Jean-Jacques Boislaroussie et Gabriel Granier,
- 9 représentants du courant communiste autogestionnaire,
- 4 représentants des « minorités nationales ».

Huguette Bouchardeau est élue secrétaire nationale. Elle est à la tête d'un bureau national de 14 membres, dont 7 sortants (Serge Depaquit, Victor Leduc, Michel Mousel, Gilbert Pallier, Geneviève Petiot, Bernard Ravenel et René Schulbaum) et 5 nouveaux (Jean-Marie Demaldent, Léo Goldberg, Hubert Jayet, qui est trésorier, Dominique Lambert et Robert Rival).
Plusieurs militants sont par ailleurs placés en responsabilités de secteurs, sans être membres de la direction, et notamment Claude Bourdet (relations internationales), Victor Fay ou Lucien Varague.
- Congrès de Nantes (décembre 1981)

Le congrès se tient après que le PSU a présenté la candidature d'Huguette Bouchardeau à l'élection présidentielle qui a vu le succès de François Mitterrand.
5 motions différentes se présentent pour l'élection de la Direction politique nationale, qui est ainsi composée de
- 26 membres du courant E, mené par Huguette Bouchardeau et Serge Depaquit
- 17 membres du courant C, dont Victor Fay, Bernard Chaouat, Victor Leduc et Bernard Ravenel,
- 12 membres du courant A, dont Jean-Jacques Boislaroussie et Gabriel Granier.
- neuf membres du courant D, dont Robert Rival
- cinq membres du courant B

Le bureau politique compte 17 membres, dont les six membres du secrétariat national (Huguette Bouchardeau, réélue secrétaire nationale, Serge Depaquit, Bernard Ravenel, Jacques Arnol, Jean-Jacques Mabilat, Jacques Salvator), ainsi que Christian Caroz, Monique Gresset, Jacques Laïk, Dominique Lambert, Marie-Pascale Lauret, Victor Leduc, Jean-Pierre Malplat, Arnaud Massip, Marie Relandeau, Arthur Riedacker et M.Sonder).
- Congrès de Venissieux (juin 1983)
Le congrès se déroule à nouveau dans un climat de crise interne. Huguette Bouchardeau a rejoint en mars 1983 le gouvernement, contre l'avis du bureau politique.
La direction politique nationale compte 70 membres, dont :
- 21 membres du courant 3, dont Serge Depaquit, Huguette Bouchardeau, Marie-Pascale Lauret et Monique Gresset
- 19 membres du courant 5
- 16 membres du courant 2, dont Jacques Salvator, Arnaud Massip et Bernard Chaouat
- sept membres du courant 4, dont Jean-Claude Le Scornet
- six membres du courant 1, dont Victor Leduc et Bernard Ravenel

Les courants 1 et 5 décident de ne pas participer au bureau politique, qui ne compte que 14 membres : Jacques Arnol, Jeannine Blaise, Serge Depaquit, Marie-Madeleine Dughera, Monique Gresset, Jean-François Laval, Jean-Pierre Malplat (courant 3), Bernard Chaouat, Dominique Ducrest, Arnaud Massip, Jacques Laïk, Jacques Salvator (courant 2), Jean-Claude Le Scornet et Laniq Le Dilosquer (courant 4).
Serge Depaquit devient secrétaire national.

### Nombre d'adhérents et origines géographiques
Lors de son congrès de fondation, le PSU aurait rassemblé jusqu'à 30 000 adhérents : 20 000 issus du PSA, 10 000 de l'UGS. Quelques centaines de militants proviennent du groupe de Jean Poperen, Tribune du communisme. Mais selon Marc Heurgon, historien du parti après en avoir été un des dirigeants, il semble que le nombre de 20 000 membres au total soit plus proche de la réalité.
Le PSA et l’UGS sont implantés sur l’ensemble du territoire et cette composante se retrouve dans les origines géographiques des membres du Comité politique national. Le PSU n’est donc pas, comme certains l’en ont accusé, une « chapelle parisienne ».
Dans son ouvrage, Histoire du PSU, Marc Heurgon dresse en effet une liste (non exhaustive) des départements dont la sensibilité globale était plutôt PSA ou plutôt UGS et ceux qu’il qualifie de « mixtes », c'est-à-dire que la volonté d’union y a été plus forte que la « marque d’origine ». Beaucoup d’entre eux sont représentés au CPN, ce qui donne une image du PSU à l’échelle nationale.
On peut en retenir quelques exemples :
- pour les départements plutôt UGS, signalons la Moselle ou la Meurthe-et-Moselle (Henri Longeot), le Rhône (Georges Tamburini), l'Isère (Marc Serratrice). On peut y ajouter la Loire-Atlantique, les Deux Savoies, ainsi que le Doubs.
- les anciens départements PSA se trouveraient plutôt en Bretagne dans les Côtes-du-Nord, le Finistère (François Tanguy-Prigent), dans les Ardennes également (Guy Desson). On pourrait aussi citer le Gard, le Gers ou l’Isère.
- enfin, il y aurait des départements mixtes où les leaders locaux se sont impliqués en faveur de l’union et donc de l’efficacité, comme ce fut le cas en Haute Garonne grâce à l’action conjointe de Raymond Badiou (PSA) et d'Alexandre Montariol (UGS). La Corrèze, les Alpes-Maritimes ou la Drôme étaient également sur cette même ligne.

### Presse
Le PSU se dote d'une publication hebdomadaire : Tribune socialiste. Mais à cet organe officiel, s'ajoute de fait durant quelques années, un autre hebdomadaire, France Observateur, dont la direction et la rédaction comprennent plusieurs membres du PSU, et non des moindres : Gilles Martinet, ancien secrétaire général de l'UGS, plus tard journaliste à L'Observateur ; le chrétien de gauche Claude Bourdet, cofondateur ; Georges Suffert ; Serge Mallet ; Pierre Belleville ; et Pierre Naville.

## Évolution mouvementée

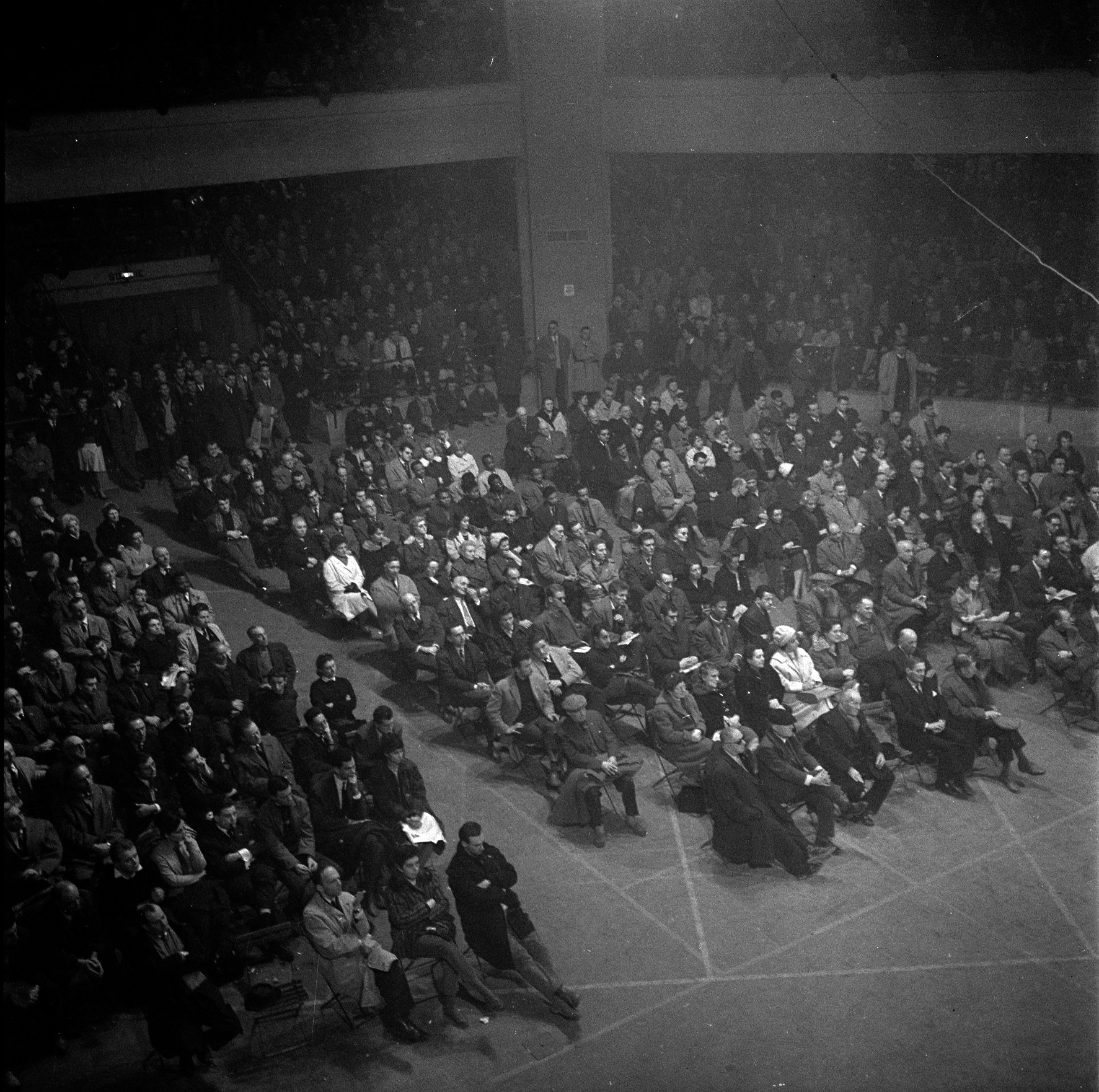
Meeting du PSU à la Halle aux Grains de Toulouse en janvier 1962.

Dès son premier congrès le PSU est le théâtre de jeux de tendances. Une forte minorité apparaît, animée par Pierre Bérégovoy. Edouard Depreux parvient à être élu secrétaire général, soutenu par Gilles Martinet (secrétaire général adjoint de 1960 à 1967, il quitte le PSU en 1972) et Michel Rocard, qui isolent les anciens de la IVe République, Alain Savary et Charles Hernu, tandis que les trotskystes et les ex-communistes rechignent à s'allier, ce qui leur aurait donné la majorité. Dès le Congrès de Clichy en mars 1961, Pierre Mendès-France, qui n'hésite pas à agir de façon indépendante, voit son ami au Bureau national, Charles Hernu, manquer sa réélection.
Jean Bastide, membre du comité politique national, quitte le parti dès 1962 et retourne à la SFIO.
Les Congrès suivants sont si disputés qu'aucune direction stable, par exemple, ne sort du Congrès d'Alfortville (janvier 1963), qui a lieu quelques mois après les législatives, au cours desquelles deux députés PSU sont élus (l'ancien ministre de l'Agriculture François Tanguy-Prigent et Raoul Bleuse, qui quitte cependant le parti l'année suivante). C'est aussi en 1963 que Depreux et Rocard fixent une nouvelle ligne au parti, en l'adossant aux « couches nouvelles » (techniciens et cadres). Élus mais sans majorité stable, ils soutiennent alors la thèse d'une mutation du capitalisme, rendant caduque l'hypothèse marxiste d'une crise du capitalisme. Quatre ans plus tard, John Kenneth Galbraith publie Le Nouvel État industriel, best-seller économiste qui insiste sur le concept de « technostructure » pour expliquer les changements de la société industrielle.
Lors du Congrès de 1963, les lambertistes proposent leur mention, qui reçoit un score négligeable, tandis que Marcel Bleibtreu, allié à Marcel Pennetier (ex-PCI), présente une motion qui reçoit 10 % des mandats. Les luttes internes font fuir la base, un tiers des adhérents quittant le PSU entre 1963 et 1965. Alain Savary s'en va, créant l'Union des clubs pour le renouveau de la gauche, qui s'allie avec la FGDS de Mitterrand, ainsi que Charles Hernu. Le courant mendésiste, dans lequel Pierre Bérégovoy joue un rôle central, prend cependant de l'ampleur, ayant permis l'élection de la nouvelle majorité aux congrès de 1963, ce qui permet à Mendès-France de s'impliquer davantage dans le parti.
En 1965, le PSU ne présente pas de candidat à l'élection présidentielle et soutient celle de François Mitterrand, également appuyé par la SFIO et le PCF. Le bureau politique avait poussé Pierre Mendès-France à se présenter après l'abandon de Gaston Defferre, mais Mendès-France avait refusé, mettant en avant son hostilité au suffrage universel direct dans le cadre de la présidentielle, ainsi que les mauvaises dispositions du PCF à son égard.
Le PSU double son score électoral aux législatives de mars 1967, obtenant quatre députés : Guy Desson, Yves Le Foll, Roger Prat et Pierre Mendès France, élu à Grenoble où le PSU s'était implanté lors des municipales de mars 1965. Contre la décision du parti, celui qui avait été le porte-parole du PSU lors de la campagne s'était adjoint un membre de la SFIO, et non de la FGDS.
Cependant, la question centrale du PSU demeure : comment se positionner entre le PCF et la FGDS (Fédération de la gauche démocrate et socialiste) de Mitterrand, où la SFIO achève son parcours ?
En juin 1967, la première mue du PSU porte Michel Rocard à la direction d'un parti d'où les anciens socialistes « réformistes » sont en voie de disparition. Le bureau national voit entrer 12 nouvelles figures sur 17 [A]. Les mendésistes, avec Gilles Martinet, Pierre Bérégovoy et Jean Poperen avaient soutenu au Congrès l'idée d'une association avec la FGDS, orientation refusée par la majorité. À son tour, Poperen quitte alors le parti, créant l'Union des groupes et clubs socialistes (avec l'ex-pivertiste Colette Audry) qui rejoint également la FGDS et bientôt le nouveau Parti socialiste (PS), créé en 1969.
L'orientation nouvelle se trouve confortée par la prise de contrôle de l'UNEF, en juillet 1967 (Congrès de Lyon), par l'organisation de jeunesse du PSU, les Étudiants Socialistes Unifiés (ESU), qui souffle la mise à l'UEC (communiste). Ils portent à la présidence du syndicat étudiant Jacques Sauvageot, qui aura un rôle de premier plan lors de mai 1968.

### De mai 68 à la présidentielle de 1974
Le PSU soutient alors les étudiants et prône l'autogestion. Il est cependant victime du retour à l'ordre aux législatives de juin 1968, n'obtenant aucun député ; il fait un peu mieux aux législatives de 1973, obtenant un député (Yves Le Foll). Ces variations, toutefois, résultent largement du scrutin et des alliances, puisque le PSU obtient 3,9 % en 1968 et environ 2 % en 1973.
Pierre Mendès-France rend alors publique sa décision de quitter le parti, qu'il avait reportée après les élections de juin 1968 : il n'accepte plus l’orientation gauchiste du PSU. L'année suivante, il se présente en tant que second (Premier ministrable) avec Gaston Defferre (SFIO) contre Michel Rocard pour le PSU : la rupture avec le mendésisme est définitive. La fédération de l'Eure, mendésiste, est dissoute. Le 1er juin 1969, Michel Rocard obtint 3,61 % des voix au premier tour de ces élections, score qui constitue le plus haut niveau d'influence du PSU au cours d'une élection présidentielle.
Mis en minorité au Congrès d'Orléans (avril 1970) de l'UNEF, les ESU parviennent à garder la présidence en faisant alliance avec les trotskystes de l'AJS. Devenus groupusculaires, ils perdent finalement le contrôle de l'UNEF en 1971, mis hors-jeu lors de la scission entre UNEF-US et UNEF-Renouveau.
Au VIIe Congrès de Lille du PSU (juin 1971), la motion rocardienne obtient 53 % des mandats ; les trotskystes rassemblent eux 14 % des mandats. Un courant maoïste, qui s'était affirmé en 1970 en préconisant l'alliance avec le Parti communiste marxiste-léniniste de France (PCMLF), obtient 12 % des mandats. En juin 1972, la double appartenance PSU-PCMLF est interdite, ce qui provoque le départ d'Emmanuel Terray et Pierre Bauby. Enfin, une tendance « mouvementiste » obtient 20 % à Lille, et 16 % à Toulouse en décembre 1972 : elle s'organise autour de la Gauche ouvrière et paysanne (GOP) de Marc Heurgon, Alain Lipietz, Gustave Massiah, etc., avant de s'éclater en deux (Pour le communisme et, en 1974, le Parti d'unité populaire, qui créent la Gauche ouvrière prolétarienne).
En 1972, le PSU ne signe pas le programme commun de la gauche (juin 1972), estimant que ce programme n'est pas assez autogestionnaire, et ne peut pas « ouvrir la voie au socialisme ». Le PSU se situe alors à la gauche du PS et du PCF. Yves Le Foll, maire (PSU) de Saint-Brieuc, soutient alors la grève du Joint Français (1972), tandis que l'ensemble du PSU soutient l'expérience autogestionnaire de Lip, à Besançon (1973).
La même année, Michel Rocard dissout la fédération PSU d'Ile-de-France, qui s'était dotée d'une direction sur sa gauche, et demande à chacun de réadhérer individuellement. Jacques Kergoat, qui avait été secrétaire général du PSU parisien, et le philosophe Jean-Marie Vincent rejoignent alors la Ligue communiste révolutionnaire, tandis que Manuel Bridier rejoint Révolution !. Une autre fraction, la Gauche révolutionnaire, rejoint en 1972 le Parti communiste marxiste-léniniste de France (PCMLF, « pro-chinois » maoïste). Une troisième forme ce qui devient la Gauche Ouvrière et Paysanne puis l'Organisation communiste des travailleurs (créée en 1976), entre 1972 et 1974.
Le PSU mène un important travail politique en direction des paysans. Dans son programme de 1971, le PSU consacre une dizaine de pages à l’agriculture : contre la spéculation foncière, contre les inégalités de revenus, pour dépasser l’opposition entre le consommateur ouvrier et le producteur paysan… Il s’est surtout attaché à créer les conditions d’une alliance entre ouvriers et paysans : « L’alliance doit se faire avant tout à partir du secteur agroalimentaire, car là, paysans et ouvriers ont un ennemi commun qu’ils peuvent appréhender plus facilement que dans les autres secteurs », lit-on dans le programme. Le dirigeant paysan Bernard Lambert préside la commission agricole du PSU et agglomère autour de lui un nombre important d’« experts » agricoles, notamment des jeunes chercheurs de l’Institut national de la recherche agronomique (Inra), qui participent à la formation d’une nouvelle gauche paysanne. Ce courant conteste les orientations du syndicalisme agricole majoritaire, en tentant de développer une alternative à celui-ci. Il soutient ainsi les révoltes paysannes qui se multiplent au début des années 1970 contre les « cumulards », les spéculateurs sur le foncier et les exploiteurs dont le comportement à l’égard des ouvriers agricoles rappelle souvent l’époque féodale. C’est aussi au PSU qu’est né en 1972 le courant de la Gauche ouvrière et paysanne (GOP, d’influence maoïste), doté d'un fort ancrage paysan et qui finira par s’émanciper et jouera un rôle essentiel dans la lutte des paysans du Larzac.

### Années Giscard (1974-1981)
Lors de l'élection présidentielle de 1974, la gauche du parti soutient la candidature de Charles Piaget, le syndicaliste CFDT de Lip, mais Rocard réussit à obtenir une majorité de soutien pour la candidature unitaire de Mitterrand contre Giscard. Quelques mois plus tard (octobre), une fraction importante du PSU participe à une opération politique menée par le Parti socialiste (PS), les « Assises du socialisme » ayant pour but d'unifier les mouvements socialistes et sociaux-démocrates au sein du PS, derrière Mitterrand.
La majorité du PSU se refusant cependant à s'unir au PS, de nombreux membres, notamment Michel Rocard, Robert Chapuis (ancien militant de la Jeunesse étudiante chrétienne et secrétaire national du PSU de novembre 1973 à décembre 1974) et Jean Le Garrec rejoignent Mitterrand fin 1974. Jean Arthuys adhéra plus tardivement au PS à Savigny-sur-Orge où il fut un temps conseiller municipal. Avec la constitution de ce nouvel axe à gauche, contemporain du choc pétrolier, le déclin du PSU est alors entamé, d'autant plus que Denis Berger, fondateur de La Voix communiste, part avec environ 200 militants proches de la tendance révolutionnaire (Jean-René Chauvin, etc.) pour rejoindre la LCR d'Alain Krivine.
C'est ce moment que choisit l'Alliance marxiste révolutionnaire (AMR), de tendance pabliste et libertaire, forte de 250 militants, pour fusionner dans le PSU, Gilbert Marquis ayant entamé des pourparlers dès la fin 1973. Malgré leur faible nombre, ils obtiennent des postes de responsabilité : Maurice Najman (fondateur des comités d'action lycéen pendant mai 68), Bernard Schalscha (implanté à Lyon depuis la création de l'AMR en 1969), Gilbert Marquis (qui sera, avec Michel Fiant, membre du bureau national) et Michel Fiant prennent le contrôle de plusieurs régions.
Le PSU reste actif dans les luttes sociales. Il participe notamment, avec la LCR, à la mobilisation contre la loi Debré de 1973 qui devait abréger le sursis accordé aux étudiants pour leur service militaire, puis, l'année suivante, à la fondation du groupe Information pour les droits du soldat, qui militait pour la création de syndicats dans l'armée. En 1976, il participe à la création du Mouvement d'action syndicale (MAS) créé après la grève contre la réforme du deuxième cycle, Antoine Bour, responsable des ESU (Étudiants Socialistes Unifiés), en devenant le premier secrétaire national. Ce syndicat étudiant participa en 1980 à la création de l'UNEF-ID.
Le Congrès de la Courneuve (janvier 1977) voit s'affronter deux tendances, l'une, menée par le secrétaire du parti, Michel Mousel, préconisant la reconduction de listes communes de gauche pour les municipales de mars 1977 (le PSU ayant obtenu plusieurs élus aux précédentes municipales), tandis que l'autre, au sein de laquelle les militants de l'AMR sont particulièrement actifs, préconise une alliance avec le « groupe carrefour » de la LCR (Robi Morder, François Morvan), voire avec l'Organisation communiste des travailleurs (le courant « mouvementiste »). Celle-ci est largement minoritaire, et l'AMR quitte le PSU après mai 1977 pour créer avec le « groupe carrefour » les Comités communistes pour l'autogestion (CCA).

### Relations avec la gauche au pouvoir (1981-1990)
Le 26 avril 1981, Huguette Bouchardeau obtient 1,11 % des voix au premier tour de l’élection présidentielle, remportée au second tour par François Mitterrand (PS). Le 24 mars 1983, elle entre dans le gouvernement Mauroy. Cette participation est vivement combattue à l'intérieur de son parti et ses adversaires deviennent majoritaires en décembre 1984 au Congrès de Bourges. Certains militants (Jean-Pierre Lemaire) participent alors à la Fédération pour une gauche alternative (FGA), qui contribue à la recomposition de la gauche après le « tournant de la rigueur » de 1983, travaillant notamment avec l'aile gauche des Verts.
Lors de l’élection présidentielle du 25 avril 1988, le PSU soutient la candidature communiste dissidente de Pierre Juquin, également appuyé par la LCR et certains trotskistes. Celui-ci obtient 2,10 % des voix au premier tour.
Le PSU se scinde en novembre 1989, une partie de ses membres fusionne avec la Nouvelle gauche issue des comités de soutien à Pierre Juquin pour fonder l'Alternative rouge et verte (AREV), qui fusionne une nouvelle fois en 1998 avec une minorité de la Convention pour une alternative progressiste (CAP) pour devenir « les Alternatifs », tandis qu'une autre partie rejoint Les Verts où sont déjà entrés de nombreux anciens animateurs de la GOP (Gauche ouvrière et paysanne). À part ces derniers, ces mouvements n'ont jamais atteint la taille critique nécessaire pour peser sur le débat à gauche comme avait pu le faire le PSU entre 1960 et 1969.
Le PSU est formellement dissous le 7 avril 1990 par 91 % des militants.

## Chronologie et résultats électoraux détaillés

### Congrès nationaux
- 3 avril 1960. Issy-les-Moulineaux : Congrès de fondation du PSU
- 24 - 26 mars 1961. Clichy : 1er congrès
- 28 - 30 janvier 1963. Alfortville : 2e Congrès
- 9 - 11 décembre 1963. Paris (Salle de la Grange aux belles) : 3e congrès
- 5 - 7 juin 1965. Gennevilliers : 4e Congrès
- 22 - 24 juin 1967. Paris (Maison des métallurgistes) : 5e congrès
- 14 - 16 mars 1969. Dijon : 6e congrès
- 28 - 28 juin 1971. Lille : 7e congrès
- 9 - 11 décembre 1972. Toulouse : 8e congrès
- 14 - 16 décembre 1974. Amiens : 9e congrès
- 28 - 30 janvier 1977. La Courneuve : 10e congrès
- 12 - 14 janvier 1979. Saint-Étienne : 11e congrès
- 7 - 8 février 1981. Colombes : 12e congrès
- 18 - 20 décembre 1981. Nantes : 13e congrès
- 14 - 16 décembre 1984. Bourges : 15e congrès
- 13 - 14 décembre 1986. Bourg-en-Bresse : 16e congrès
- 16 - 18 décembre 1988. Angers : 17e congrès
- 24 novembre 1989. Paris : Congrès de dissolution du PSU

### Secrétaires nationaux du PSU
- 1960-1967 : Édouard Depreux (Gilles Martinet : Secrétaire général adjoint)
- 1967-1973 : Michel Rocard (du 25 juin 1967 au 26 novembre 1973)
- 1973-1974 : Robert Chapuis (du 26 novembre 1973 au 14 décembre 1974)
- 1974-1979 : Michel Mousel
- 1979-1983 : Huguette Bouchardeau[25]
- 1983-1984 : Serge Depaquit
- 1984-1989 : Jean-Claude Le Scornet

### Poids électoral
Le PSU qui comptait dans ses rangs en 1960 un certain nombre d'anciens députés, s'inséra dans le jeu électoral aux élections législatives de novembre 1962, non sans réussite.
- 1962 : 427 400 voix ; 2,33 % des suffrages ; 120 candidats ; deux députés : François Tanguy-Prigent, dans le Finistère, circonscription de Morlaix. Raoul Bleuse, dans le département de la Seine, circonscription d'Alfortville. Ce dernier quittait le PSU l'année suivante.
- 1967 : 506 600 voix ; 2,26 % des suffrages ; 103 candidats ; quatre députés : Guy Desson, dans les Ardennes, circonscription de Sedan. Yves Le Foll, dans les Côtes-du-Nord, circonscription de Saint-Brieuc. Roger Prat, à Morlaix (Finistère) où il succédait à Tanguy-Prigent. Pierre Mendès France, à Grenoble (Isère).
- 1968 : 874 200 voix ; 3,94 % des suffrages : aucun élu
- 1969 : 816 470 voix ; 3,61 % des suffrages pour le candidat Michel Rocard à l’élection présidentielle.
- 1973 : 810 640 voix ; 3,3 % des suffrages. 215 candidats ; un député : Yves Le Foll, élu dans la circonscription de Saint-Brieuc.
- 1981 : 321 340 voix ; 1,10 % des suffrages pour la candidate Huguette Bouchardeau à l'élection présidentielle de 1981[26].
- 1984 : aux élections européennes, une liste conduite par Serge Depaquit (PSU) et Henri Fiszbin (communistes « démocrates unitaires ») obtient 146 238 voix, soit 0,72 % des suffrages, confirmant le déclin du PSU en passant sous la barre des 1 %.

## Commémoration de 2010
Les 10 et 11 avril 2010, à la suite d'une initiative de l'association des Amis de Tribune Socialiste, créée en 1962 pour populariser les positions du PSU et gérer son patrimoine, et dépositaire de son héritage intellectuel et idéologique, ont été organisées, à Issy-les-Moulineaux et Paris, des manifestations à l'occasion du 50e anniversaire du Congrès fondateur. Cette initiative a été soutenue par l'Institut Édouard Depreux, l'Association des Amis de Victor et Paule Fay, ainsi que par 540 anciens militants du PSU.

## Anciens adhérents
- Gilles Lemaire, secrétaire national des Verts de janvier 2003 à janvier 2005
- Arlette Laguiller, porte-parole de Lutte ouvrière
- Alain Geismar, inspecteur général de l'Éducation nationale
- Alain Guillerm, essayiste et sociologue
- Yves Le Foll, ancien député, conseiller général, maire de Saint-Brieuc
- François Lamy, député-maire de Palaiseau, secrétaire national du Parti socialiste
- Marylise Lebranchu, ancienne ministre, conseillère régionale de Bretagne
- Michel Vergnier, député-maire de Guéret (Creuse), membre du bureau national du Parti socialiste
- Jack Lang, député, ancien ministre de l'éducation et de la Culture
- Jean-Paul Huchon, président de la région Île-de-France
- Jean-Claude Izzo
- Bernard Ravenel, président de l’Association France-Palestine Solidarité
- Pierre Vidal-Naquet, historien
- Jacques Bugnicourt
- Emmanuel Le Roy Ladurie, historien
- Hubert Prévot
- Charles Piaget, syndicaliste
- Alain Lipietz, député européen des Verts
- Francine Comte, écrivain
- Alain Badiou, philosophe.
- Raymond Georgein, artiste peintre.
- Pierre Dard, auteur écrivain
- Jean-Pierre Desthuilliers, écrivain et poète
- Pascal Boniface, géopolitologue

## Archives
- Les archives du Parti socialiste unifié sont conservées aux Archives nationales, site de Pierrefitte-sur-Seine, sous la cote 581AP : Inventaire du fonds.
- L'Institut Tribune socialiste conserve également des archives de militants du PSU ainsi que de la documentation sur le parti.
- Les Archives départementales d'Ille-et-Vilaine conservent les archives de la section d'Ille-et-Vilaine de 1976 à 1990. sous-série 69 J, soit 3,70 ml.
- Les Archives départementales de Maine-et-Loire conservent les archives de la section du Maine-et-Loire de 1959 à 1994. sous-série 242 J, soit 2,20 ml.